# Big Bear
Big Bear o Mistahimaskwa (Jackfish Lake 1825-1888) fou cap dels cree. Fill del cap anishinaabemowin Black Powder, fou cap de la seva banda a finals del 1860 i cap al 1874 fou cap de totes les bandes cree de la planura. Sempre es negà a fer tractats amb els blancs, però el 1882 s'hi va veure obligat, assetjat per la fam. El 1885 va donar suport la revolta de Poundmaker, però fou derrotat. Condemnat a tres anys de presó, el 1887 fou alliberat per malaltia i morí a la reserva.